# Marharyta Majneva
Marharyta Majneva –en belarús, Маргарыта Махнева– (nascuda com Marharyta Tsishkevich, Khòiniki, 13 de febrer de 1992) és una esportista belarussa que competeix en piragüisme en la modalitat d'aigües tranquil·les.
Va participar en els Jocs Olímpics de Rio de Janeiro 2016, obtenint una medalla de bronze en la prova de K4 500 m. Als Jocs Europeus de Bakú 2015 va aconseguir una medalla d'or en la prova de K2 200 m.
Ha guanyat 6 medalles al Campionat Mundial de Piragüisme, els anys 2013 i 2015, i 6 medalles al Campionat Europeu de Piragüisme, entre els anys 2013 i 2016.

## Palmarès internacional
| Jocs Olímpics     | Jocs Olímpics            | Jocs Olímpics | Jocs Olímpics |
| Any               | Lloc                     | Medalla       | Competició    |
| ----------------- | ------------------------ | ------------- | ------------- |
| 2016              | Rio de Janeiro ( Brasil) | 3             | K4 500 m      |
| Campionat Mundial |                          |               |               |
| Any               | Lloc                     | Medalla       | Competició    |
| 2013              | Duisburg ( Alemanya)     | 3             | K4 500 m      |
| 2014              | Moscou ( Rússia)         | 3             | K2 200 m      |
| 2014              | Moscou ( Rússia)         | 3             | K4 500 m      |
| 2014              | Moscou ( Rússia)         | 3             | K1 4x200 m    |
| 2015              | Milà ( Itàlia)           | 1             | K2 200 m      |
| 2015              | Milà ( Itàlia)           | 1             | K4 500 m      |
| Jocs Europeus     |                          |               |               |
| Any               | Lloc                     | Medalla       | Competició    |
| 2015              | Bakú ( Azerbaidjan)      | 1             | K2 200 m      |
| Campionat Europeu |                          |               |               |
| Any               | Lloc                     | Medalla       | Competició    |
| 2013              | Montemor-o-Velho ( Perú) | 3             | K4 500 m      |
| 2014              | Brandenburg ( Alemanya)  | 1             | K2 200 m      |
| 2015              | Račice ( Txèquia)        | 1             | K2 200 m      |
| 2015              | Račice ( Txèquia)        | 1             | K4 500 m      |
| 2016              | Moscou ( Rússia)         | 2             | K4 500 m      |
| 2016              | Moscou ( Rússia)         | 3             | K2 200 m      |